# Крейсера типа «Сент-Луис»
Лёгкие крейсера типа «Сент-Луис» — тип крейсеров флота США начала XX века. Всего построено 3 корабля: «Сент-Луис» (C-20 St. Louis), «Милуоки» (C-21 Milwaukee), «Чарльстон» (C-22 Charleston). Проектировались как улучшенная «Олимпия». Первоначально классифицировались как бронепалубные крейсера первого класса, фактически были броненосными крейсерами, похожими на тип «Кент» (англ. Kent). К началу Первой мировой войны их скорость считалась недостаточной, что сделало эти корабли неэффективными в качестве крейсеров. Путаница в классификации крейсеров возникла в начале XX века из-за то, что журналисты придумали для них особую классификацию, в соответствии с которой они назывались «полуброненосными» (semi-armored cruisers) или «лёгкими броненосными» (light armored cruisers) крейсерами. Кто же мог знать, что через 8 лет так же назовут совсем другой тип крейсеров — британские корабли типа «Аретьюза» (англ. Arethusa).

## Классификация типа
Регистр судов ВМС США причисляет их к бронепалубным крейсерам (англ. protected cruisers). На момент ввода в строй бронепалубные крейсера относились ко второму классу крейсеров и вместе с крейсерами третьего класса имели классификационную приставку «С-» (англ. cruiser) и получили бортовые номера соответственно С-20, С-21 и С-22. Из-за их относительно короткого и тонкого пояса этот тип числился как «полуброненосные крейсера», находясь между бронепалубными крейсерами и броненосными крейсерами. Некоторые источники относят их к броненосным крейсерам. Проблема классификации усугубилась официальным «Справочником Кораблей военно-морского флота» за 1911 год (англ. Ships' Data Book), в котором тип «Сент-Луис» указан вместе с броненосными крейсерами в таблице «Крейсера первого класса». В 1920 году в результате переклассификации крейсера получили новую классификационную приставку «СА-», по которой оставались «крейсерами». Но при этом произошло изменение нумерации и они получили номера СА-18 и СА-19 (на тот момент «Милуоки» в результате гибели уже был исключен из списков флота).

## Выбор проекта

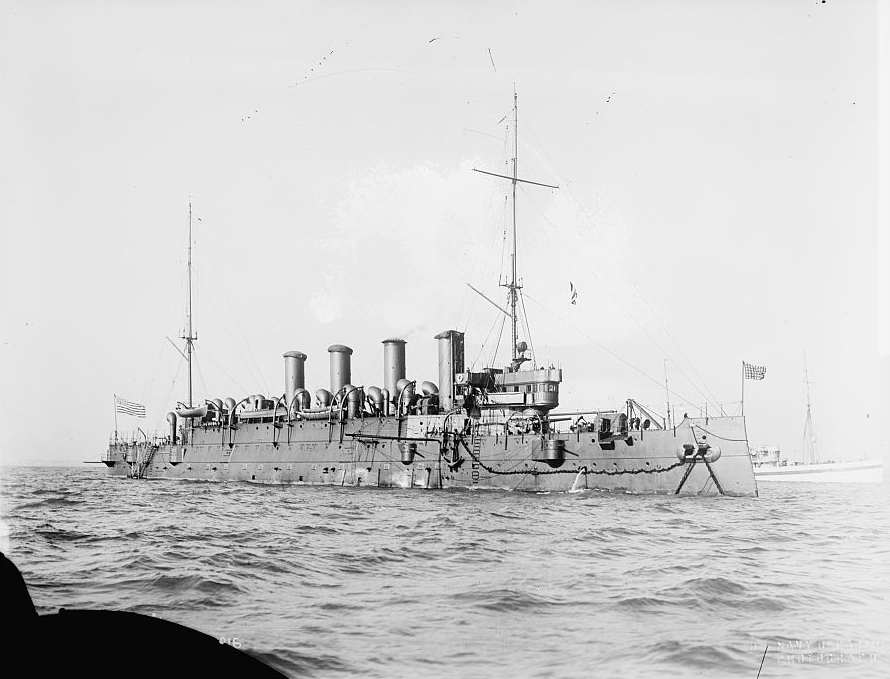
крейсер «Коламбиа»

При проектировании прорабатывались различные варианты водоизмещением от 6000 до 9700 тонн. От варианта в 6000 тонн отказались, поскольку после строительства на верфи Крампа 23-узлового «Варяга» иметь 20-узловой крейсер было неприлично. 2 июля 1900 года на заседании Совета по строительству выработали предварительные характеристики: 8500-тонный корабль, с 1500 тоннами угля, способный развить 22 или 23 узлов, вооруженный двенадцатью (позже четырнадцатью) 6-дюмовыми пушками, и защищенный палубой (5 дм скос, 2 — в горизонтальной части). По результатам разрушений испанских крейсеров было признано ошибкой строить столь крупные корабли без вертикальной поясной брони, в результате размер возрос до максимального и крейсера получили четырёхдюймовый пояс. Машины должны были поддерживать ход 19 узлов в течение суток и корабли должны были развивать максимальную скорость 22 узла (у «Кентов» 21 и 23 соответственно). От крейсера требовалась 9000 мильная дальность, поэтому полный запас топлива не мог быть меньше 1500 тонн. В результате получились крейсера максимального размера и окончательное нормальное водоизмещение даже превысило 9700 тонн. Проблемы с освоением в США крупповкой брони умеренной толщины привело к тому, что пришлось установить гарвеевскую броню.

## Конструкция

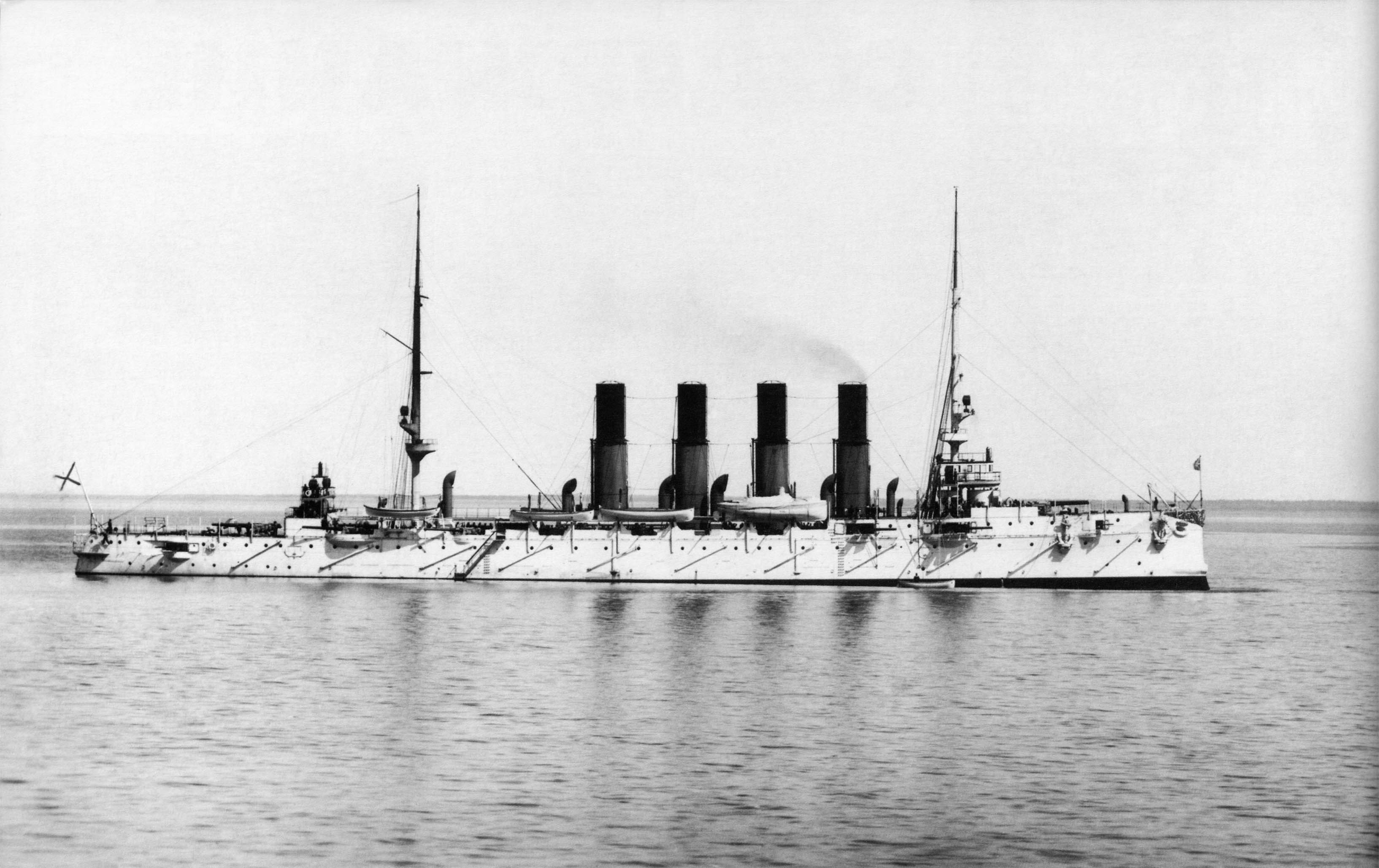
Крейсер «Варяг»

Являлись как бы уменьшенной и удешевлённой версией броненосных крейсеров типа «Пенсильвания». Проектироваться начались как усовершенствованные крейсера типа «Коламбиа» с защитой из броневой палубы, позже решили добавить пояс в районе котлов, хотя по программе крейсера продолжали числиться бронепалубные (protected), а не броненосные, во время службы их называли лёгкими броненосными крейсерами (слово броненосный не пропускалось) или полуброненосными (semi-armored cruiser). Одним из прототипов проекта послужил построенный в США для России «Варяг», ещё одним USS Olympia. Эти три крейсера напоминали британские «каунти», хотя и уступали им по столь важной для «охотников» характеристике, как скорость. Двадцати двух узлов для борьбы с рейдерами, после Русско-японской войны было явно недостаточно.
«Сент-Луис», «Милуоки» и «Чарльстон» были больше, чем знаменитая «Асама». Однако по вооружению и защите они соперниками броненосным японским кораблям никак не являлись. Отсутствие пробивающих орудий (от 190 мм и выше), при том же числе шестидюймовок, лишало их возможности пробить броню противника, а собственный 102-мм пояс, к тому же короткий, плохо прикрывал от бронебойных снарядов.

### Силовая установка
Главная энергетическая установка включала в себя 16 паровых котла Babcock & Wilcox, работающих на угле, общая площадь колосниковых решёток была 130,1 м², общая поверхность нагрева 5946 м².
Две вертикальных четырёхцилиндровых паровые машины тройного расширения, проектная мощность силовой установки: 21 000 л. с.(16 000 кВт).
Каждая машина имела по четыре цилиндра (диаметром 914, 1511 и два по 1753 мм), высокого, среднего и низкого давления соответственно.
Проектная скорость: 22 узла (41 км / ч; 25 миль / ч).
Запас угля: нормальный — 650 дл. т, полный — 1650 дл. т.
На испытаниях «Милуоки» достиг 22,22 узлов (41,15 км / ч, 25,57 миль / ч) при мощности 24 166 л. с. (18 021 кВт).
Практическая дальность плавания составляла 6000 миль 10-узловым ходом.

### Бронирование
Гарвеевская броня, но очень высокого качества, уступающая по бронестойкости крупповской только на десять процентов.
Броневой пояс толщиной 102 мм защищал только машины и котлы, был высотой 2,28 м, при нормальном водоизмещении над водой возвышался на метр. Далее шёл ещё более короткий (в пределах батареи) верхний пояс, дальше шло бронирование батареи 152-мм орудий всё тоже 102 мм. Защита элеваторов к открыто расположенным орудиям и коммуникационная труба к боевой рубке имели тощину 76 мм.

### Вооружение

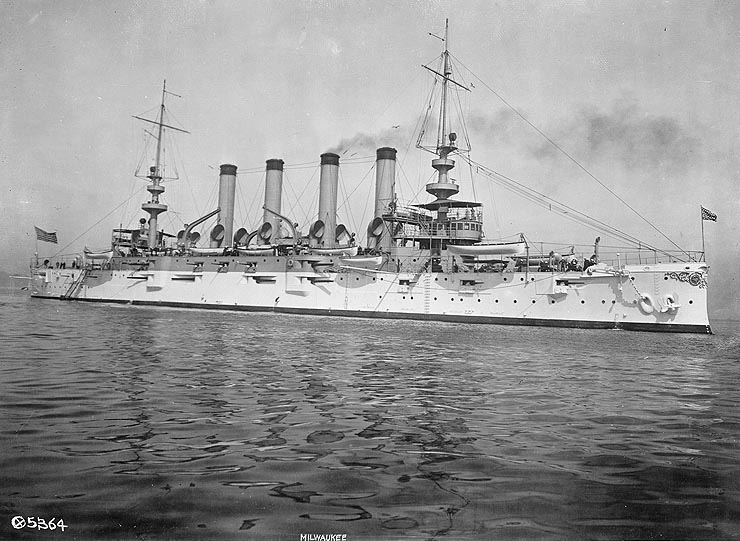
Крейсер «Милуоки»

Вооружение было явно недостаточное. Основу вооружения составляли четырнадцать новых 152-мм пушек BL Mk.6 со скорострельностью всего 4 выстрела в мин, кроме того 8 из них располагались в низко расположенных казематах на главной палубе, расположение орудий было очень плотным и несмотря на 51 мм переборки одним удачным попаданием можно было вывести из строя несколько орудий. Создание башенных установок признали бесперспективным и по орудию разместили на баке и юте даже без щитов.
Противоминный калибр крейсеров был представлен восемнадцатью 76-мм и двенадцатью 47-мм орудиями . Тридцать пушек были размещены в спонсонах или открыто установлены равномерно по всей длине кораблей, во всех свободных местах. Расположение этих орудий вперемежку с 152-мм затрудняло управление огнём. На 76-мм артиллерию возлагалась прежде всего задача борьбы с миноносцами противника, но реалии боевых действий ясно показали, что 76-мм калибр слишком мал, чтобы эффективно поражать серьёзно выросшие в размерах миноносцы и контрминоносцы.
Для этих же целей предназначались двенадцать трёхфунтовок, их дополняли восемь 37 мм пушек, эффективность которых была скорее не равна нулю, а отрицательна.

## Служба

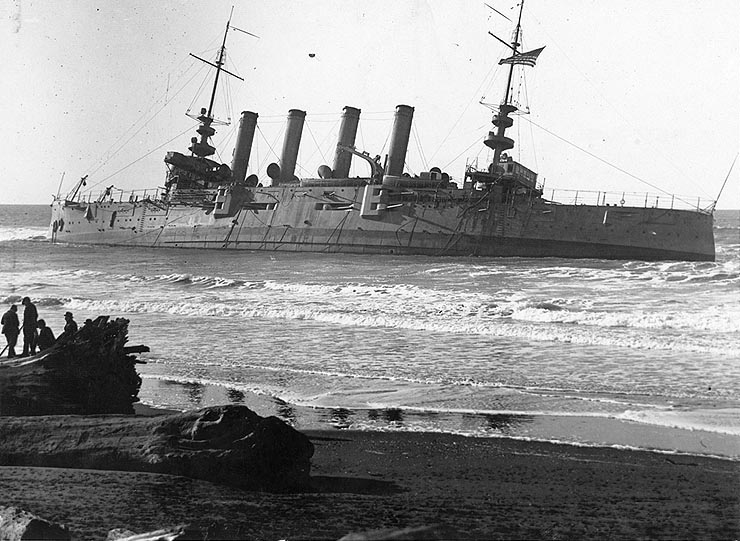
«Милуоки», севший на мель у калифорнийского побережья. 1917 г.

«Сент-Луис» — заложен 31 июля 1902 г., спущен 6 мая 1905 г., вошёл в строй 18 августа 1906 года.
«Милуоки» — заложен 30 июля 1902 г., спущен 10 сентября 1904 г., вошёл в строй 11 мая 1906 г.
13 января 1917 года «Милуоки» сел на мель у берегов Калифорнии. Попытки спасти крейсер оказались неудачными и в конце 1918 года он был полностью разрушен штормом.
«Чарльстон» — заложен 30 января 1902 г., спущен 23 января 1904 г., вошёл в строй 17 октября 1905 года.

## Оценка проекта
Флоту США они оказались не нужны, слишком большие для малых крейсеров и слишком слабые для больших.
| Сравнительные ТТХ броненосных крейсеров начала XX века с нормальным водоизмещением менее 10 000 тонн | Сравнительные ТТХ броненосных крейсеров начала XX века с нормальным водоизмещением менее 10 000 тонн | Сравнительные ТТХ броненосных крейсеров начала XX века с нормальным водоизмещением менее 10 000 тонн | Сравнительные ТТХ броненосных крейсеров начала XX века с нормальным водоизмещением менее 10 000 тонн | Сравнительные ТТХ броненосных крейсеров начала XX века с нормальным водоизмещением менее 10 000 тонн | Сравнительные ТТХ броненосных крейсеров начала XX века с нормальным водоизмещением менее 10 000 тонн | Сравнительные ТТХ броненосных крейсеров начала XX века с нормальным водоизмещением менее 10 000 тонн | Сравнительные ТТХ броненосных крейсеров начала XX века с нормальным водоизмещением менее 10 000 тонн |
| | «Глуар»                                                                                              | «Сент-Луис»                                                                                          | «Кент»                                                                                               | «Йорк»                                                                                               | «Идзумо»                                                                                             | «Баян»                                                                                               | «Монкальм»                                                                                           |
| --- | --- | --- | --- | --- | --- | --- | --- |
| Год закладки                                                                                         | 1899                                                                                                 | 1902                                                                                                 | 1900                                                                                                 | 1903                                                                                                 | 1898                                                                                                 | 1900                                                                                                 | 1898                                                                                                 |
| Год ввода в строй                                                                                    | 1903                                                                                                 | 1905                                                                                                 | 1903                                                                                                 | 1905                                                                                                 | 1900                                                                                                 | 1903                                                                                                 | 1902                                                                                                 |
| Водоизмещение нормальное, т                                                                          | 9856                                                                                                 | 9855                                                                                                 | 9957                                                                                                 | 9533                                                                                                 | 9906                                                                                                 | 7326                                                                                                 | 9548                                                                                                 |
| Полное, т                                                                                            | ? | 11 024                                                                                               | 11 176                                                                                               | 10 266                                                                                               | 10 470                                                                                               | 8238                                                                                                 | ? |
| Мощность ПМ, л. с.                                                                                   | 21 800                                                                                               | 21 000                                                                                               | 22 000                                                                                               | 19 000                                                                                               | 14 500                                                                                               | 16 500                                                                                               | 19 600                                                                                               |
| Максимальная скорость, узл                                                                           | 21,5                                                                                                 | 22                                                                                                   | 23                                                                                                   | 21                                                                                                   | 20,75                                                                                                | 20,9                                                                                                 | 21                                                                                                   |
| Дальность, миль (на ходу, узл.)                                                                      | 6500(10)                                                                                             | 6000 (10)                                                                                            | 6500 (10)                                                                                            | 5000 (10) 4200 (12)                                                                                  | 4900 (10)                                                                                            | 3900 (10)                                                                                            | 8500(10)                                                                                             |
| Бронирование, мм                                                                                     | | | | | | | |
| Тип                                                                                                  | ГС                                                                                                   | ГС                                                                                                   | НКС                                                                                                  | КС                                                                                                   | КС                                                                                                   | ГС                                                                                                   | ГС                                                                                                   |
| Пояс                                                                                                 | 150                                                                                                  | 102                                                                                                  | 102                                                                                                  | 100                                                                                                  | 178                                                                                                  | 200                                                                                                  | 150                                                                                                  |
| Палуба(скосы)                                                                                        | 55(45)                                                                                               | 25(76)                                                                                               | 19-51                                                                                                | 60(50)                                                                                               | 63(63)                                                                                               | 60                                                                                                   | 55                                                                                                   |
| Башни                                                                                                | 170                                                                                                  | - | 127                                                                                                  | 150                                                                                                  | 152                                                                                                  | 150                                                                                                  | 200                                                                                                  |
| Барбеты                                                                                              | 140                                                                                                  | - | 127                                                                                                  | 150                                                                                                  | 152                                                                                                  | 150                                                                                                  | 200                                                                                                  |
| Рубка                                                                                                | 150                                                                                                  | 127 (КС)                                                                                             | 254                                                                                                  | 150                                                                                                  | 356                                                                                                  | 160                                                                                                  | 160                                                                                                  |
| Вооружение                                                                                           | 2×194-мм/40 8×1×164-мм/45 6×100 мм 18×1×47-мм/43 2 ТА                                                | 14×1×152-мм/50 18×1×76,2-мм/50                                                                       | 14(2×2,10×1) ×152-мм/45 10×1×76,2-мм/40 2 ТА                                                         | 2×2×210-мм/40 10×1×150-мм/40 14×1×88-мм/35 4 ТА                                                      | 2×2×203-мм/40 14×1×152-мм/40 12×1×76,2-мм/40 5 ТА                                                    | 2×203-мм/40 8×1×152-мм/45 20×1×75-мм/50 2 ТА                                                         | 2×194-мм/40 8×1×164-мм/45 4×100 мм 16×1×47-мм/43 2 ТА                                                |

Достоинством «маленьких больших американцев» являлась их приличная мореходность, обусловленная высоким бортом.

## Комментарии
1. ↑  Все данные на момент вступления в строй.
2. ↑  Буквы показывают принадлежность к классу: ВВ — линкор, СС, CL, СА — соответственно линейный, лёгкий или тяжелый крейсер, CV — авианосец, DD — эсминец, SS — подводная лодка и т. д.
3. ↑  Для британских, японских и американских кораблей в источниках водоизмещение даётся в длинных тоннах, поэтому оно пересчитано в метрические тонны